# 顧鎔
顧鎔（？—？），中國清朝官員。顧鎔於光緒七年（1881年）接替史映奎，於台灣台北地區擔任台灣府淡水縣知縣一職，是大台北地區的地方父母官。